# Ophiocentrus vexator
Ophiocentrus vexator är en ormstjärneart som beskrevs av Jean Baptiste François René Koehler 1922. Ophiocentrus vexator ingår i släktet Ophiocentrus och familjen trådormstjärnor. Inga underarter finns listade i Catalogue of Life.